# Fang-Biloun
Pour les articles homonymes, voir Fang.
Fang-Biloun est un village du Cameroun, situé dans la commune de Kobdombo, le département du Nyong-et-Mfoumou et la région du Centre.

## Population
En 1961, Fang-Biloun comptait 869 habitants, principalement des Maka. Lors du recensement de 2005, on y a dénombré 668 personnes.